# Sint-Pancratiuskerk (Ranst)

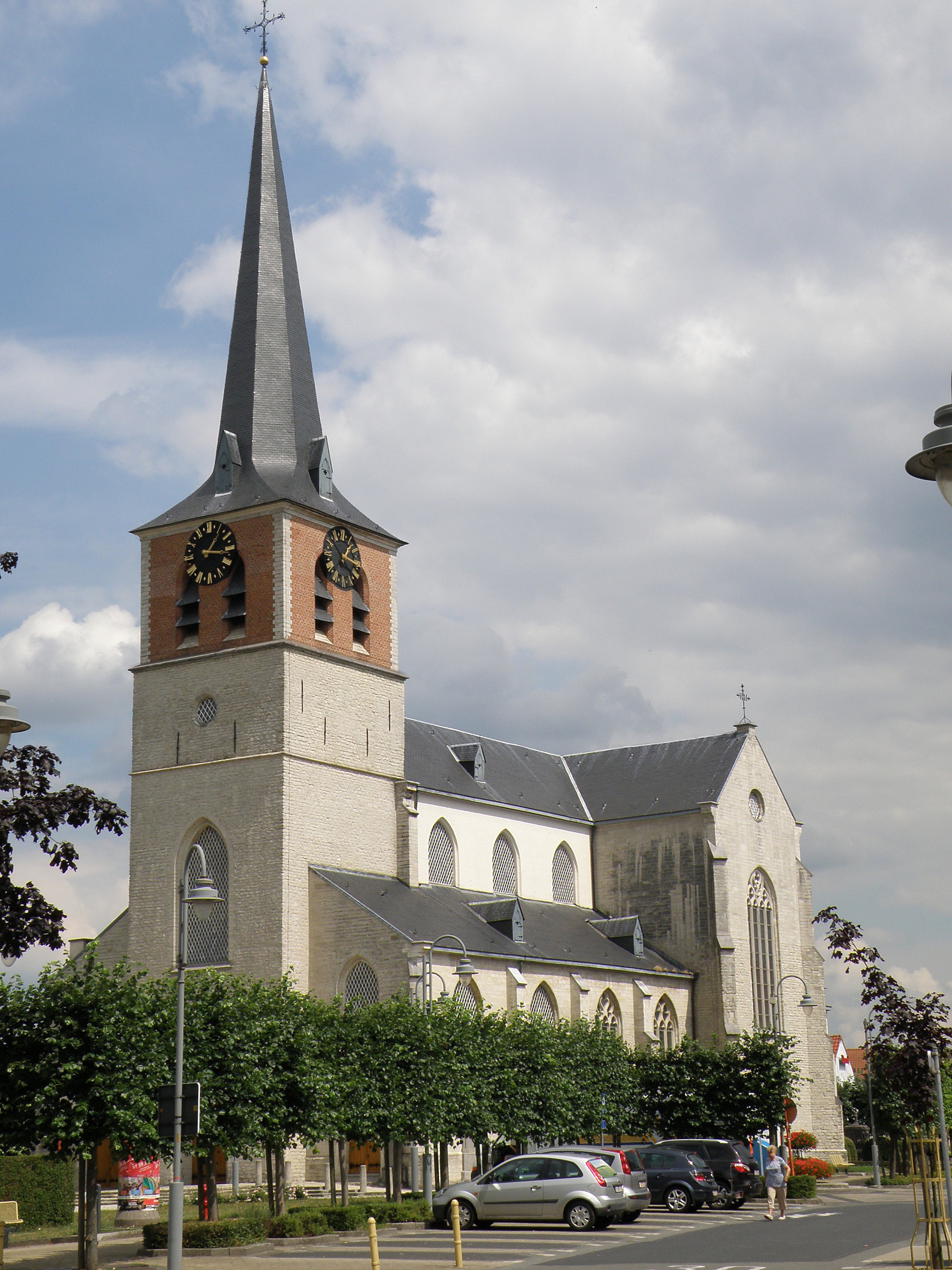
Sint-Pancratiuskerk

De Sint-Pancratiuskerk is de parochiekerk van de Antwerpse plaats Ranst, gelegen aan de Gasthuisstraat 38.

## Geschiedenis
In 1202 werd voor het eerst melding gemaakt van een parochie in het nabijgelegen Millegem. Ranst echter werd in de 14e eeuw het centrum van de heerlijkheid Doggenhout en ook daar verrees een kerk.
De kern van de huidige kerk is 15e-eeuws, in 1650 werden de zijbeuken aangebouwd. In 1854 woedde er een brand in de kerk, die overgeslagen was van een nabijgelegen brouwerij. De torenspits werd vernield maar de zwaar beschadigde muren bleven overeind staan. Van 1854-1858 werd de kerk herbouwd naar ontwerp van Ferdinand Berckmans. Ook het chronogram: eCClesIa Magno perIt InCenDIo eCCLesIa prIore MaJor reaeDIfICata, wat 1858 oplevert, werd toen aangebracht. De muurrestanten werden weliswaar bewaard, maar de kerk werd vergroot en de toren werd voorzien van een vierde geleding.

## Gebouw
Het betreft een in Gobertanger witsteen uitgevierde driebeukige basilicale kruiskerk, die georiënteerd is. Het koor is driezijdig gesloten, de zijkoren zijn vlak afgesloten. De bovenste torengeleding werd in baksteen uitgevoerd.

## Interieur
De kerk bezit enkele 17e-eeuwse schilderijen, enkele 18e-eeuwse gepolychromeerde heiligenbeelden en voornamelijk neogotisch meubilair. Aan de buitenkant van de kerk is een calvarie van eind 18e eeuw en een 17e-eeuwse grafsteen met wapenschilden.